# Alexander Vinogradov (bajo)
Aleksandr Vinográdov (en ruso: Александр Виноградов; Moscú, 1976) es un cantante de ópera ruso (bajo).

## Biografía
Empezó su educación musical a los 7 años, empezando con el piano y el clarinete. De 1994 a 1995, fue estudiante en la Universidad Técnica Estatal Bauman de Moscú. Vinográdov fue estudiante del Conservatorio de Moscú en 1995.
En 1997, recibió el tercer premio en el Concurso Internacional Classica Nova In Memoriam Dmitri Shostakovich en Hannover. Cuando aún era estudiante, fue contratado como miembro permanente del Teatro Bolshoi en Moscú e hizo su debut operístico a la edad de 21 años como Oroveso en Norma de Bellini.
Al comienzo de su carrera estuvo en la Staatsoper Unter den Linden en Berlín. como Fígaro (Le nozze di Figaro), Sarastro (Die Zauberflöte), Escamillo (Carmen), Leporello (Don Giovanni), Pimen (Borís Godunov), Colline (La Bohème), Don Basilio (Il barbiere di Siviglia), Banquo (Macbeth), Selim (Il turco in Italia), Timur (Turandot), Padre Guardiano (La forza del destino) y Oroveso (Norma) Escucha.
Desde el año 2000, ha cantado en el Teatro Bolshói de Moscú, en la Opéra National de París, en el Palacio de las Artes Reina Sofía de Valencia, en el Arena di Verona, en el Teatro La Fenice de Venecia, en la Hamburgische Staatsoper, en el Teatro Real de Madrid, en el Théâtre du Châtelet, en la Semperoper de Dresde, en el Teatro Massimo en Palermo y en el Teatro de La Scala en Milán.
Su repertorio incluye papeles como Figaro en Le nozze di Figaro, Escamilio en Carmen, Filippo II en Don Carlo, Silva en  Ernani, Pimen en Borís Godunov, Sarastro en La flauta mágica, Oroveso en Norma, Basilio en El barbero de Sevilla, Daland en el holandés errante, Banquo en Macbeth, Don Giovanni, Masetto y Leporello en Don Giovanni, Il Conte Walther en Luisa Miller, Lodovico en  Otello, Padre Guardiano en La forza del destino, Selim en Il turco in Italia, Orestes en Elektra , Timur en Turandot y Mephistopheles en Faust.
Además de sus apariciones en la ópera, también dio conciertos, p. con representaciones de la Missa solemnis de Beethoven con el Bach-Collegium Stuttgart, la 9ª Sinfonía en Madrid y Turín, Messa da Requiem de Verdi con la Symphonieorchester des Bayerischen Rundfunks, en el Festival Verdi en Parma y con la gira del Teatro de La Scala en la Wiener Staatsoper, Canciones y danzas de la muerte de Músorgski en la Opéra de Lyon, Shostakovich's 13.ª Sinfonía con la Staatskapelle Berlin, así como en conciertos con la Deutsches Symphonie-Orchester Berlin, la Orquesta Filarmónica de Baltimore y la Orquesta Sinfónica de Los Ángeles. También se dedica al repertorio de canciones con pianistas como Nikolái Petrov, Semjon Skigin y Yelena Bashkírova.
Aleksandr Vinográdov trabajó con los directores Daniel Barenboim, Lorin Maazel, Zubin Mehta, Kent Nagano, Helmuth Rilling, Yuri Temirkánov, Vladímir Jurowski, Mikhail Jurowski, Mariss Jansons, Lawrence Foster, Chung Myung-whun, Simone Young, Michael Gielen, Gianandrea Noseda, Philippe Jordan, Gustavo Dudamel, Andris Nelsons, Yannick Nézet-Séguin , Valery Gergiev y Plácido Domingo juntos.
Su discografía incluye las sinfonías 13 y 14 de Shostakóvich con Vasili Petrenko, canciones de Rajmáninov acompañadas de Iain Burnside (Delphian), la 8ª Sinfonía de Mahler dirigida por Gustavo Dudamel con la Sinfónica Simón Bolívar (Deutsche Grammophon), Petite Messe solennelle de Rossini con Ottavio Dantone y la Orchestre de Chambre de Paris (Naïve), Luisa Miller en el Teatro La Fenice (Naxos), Carmen en la Deutsche Staatsoper Berlin (Euro Arts), Jolanthe con Dmitri Kitajenko y la Gürzenich-Orchester Köln (OEHMS CLASSICS).